# Dypsis occidentalis
Dypsis occidentalis – gatunek palmy z rzędu arekowców (Arecales). Występuje endemicznie na Madagaskarze, w prowincji Antsiranana. Można go spotkać między innymi w Parku Narodowym Marojejy.
Rośnie w bioklimacie wilgotnym, jak i średniowilgotnym. Występuje na wysokości do 1500 m n.p.m.